# Oblast' di Semireč'e

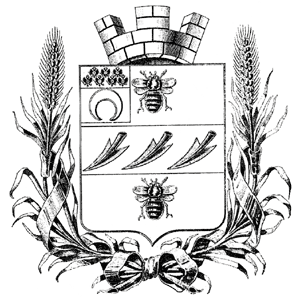
Stemma di Pishpek

L''oblast' di Semireč'e (in russo Семиреченская область?, Semirečenskaja oblast) era un'oblast' (provincia) dell'Impero russo. Corrispondeva approssimativamente alla gran parte dell'attuale Kazakistan sud-orientale e del Kirghizistan nord-orientale. 

## Storia
La provincia fu creata dai territori della parte settentrionale del Khanato di Kokand appartenente in passato al Khanato di Kazakh. Il nome stesso "Semirechye" ("Sette fiumi") è la traduzione diretta russa della regione storica di Jetysu. La sua sede governativa era a Verniy (oggi chiamata Almaty).
Il governo russo conquistò la regione Semirechyenskaya nel 1854 e nello stesso anno creò la provincia. Fu amministrata come parte del Governo generale delle Steppe (prima del 1882 era noto come Governatore Generale della Siberia occidentale) tra il 1854 e il 1867 e nuovamente tra il 1882 e il 1899, e parte del Turkistan russo tra il 1867 e il 1882 e di nuovo tra il 1899 e il 1917. Il controllo russo della regione fu riconosciuto dal Trattato di San Pietroburgo (1881) tra Russia e Cina.
Il 30 aprile 1918 la regione entrò a far parte della RSSA del Turkestan. Il 27 ottobre 1924 a seguito della riorganizzazione nazionale territoriale dell'Asia centrale sovietica, la parte settentrionale della regione entrò a far parte della RSSA Kirghisa (già creata nel 1920 e ribattezzata RSSA Kazaka nel 1925 e poi costituita a livello di unione nella Repubblica Socialista Sovietica Kazaka), mentre la parte meridionale divenne l' Oblast' autonoma kara-kirghisa (in seguito come RSSA e RS Kirghisa) all'interno della RSFS Russa.

## Geografia
Comprendeva una regione chiamata Semireč'e (Kazakistan sudorientale e Kirghizistan settentrionale), la valle di Chui e le regioni montuose del Tien Shan.
Si trovava nella parte sud-orientale del Governatorato generale del Turkestan. A nord confinava con la regione di Semipalatinsk, da sud e da est con la Cina (sul passo di Bedel a sud-ovest dalla catena del Tian Shan) e da ovest con le oblast' di Fergana e Syr Darya. L'oblast' copriva il territorio dei laghi Balkhash, Issyk-Kul, Ala-Kul.

## Divisione amministrativa
A partire dal 1897, l'Oblast di Semirechye era divisa in 6 uezd:
| Uezd      | Città degli uezd (pop.) | Area, versta q | Popolazione |
| --------- | ----------------------- | -------------- | ----------- |
| Verniy    | Verniy (22.744)         | 58330          | 223.883     |
| Dzharkent | Dzharkent (16.094)      | 5160           | 122.636     |
| Kopal     | Capopalo (6.183)        | 69100          | 136.421     |
| Lepsinsk  | Lepsinsk (3.230)        | 87080          | 180.829     |
| Pepek     | Pescepek (6.615)        | 80480          | 176.577     |
| Prževalsk | Prževalsk (8.108)       | 47760          | 147.517     |

## Demografia
Nel 1897, 987.863 persone abitavano nell'oblast. Kazaki e kirghisi (uniti come kirghisi in stima) costituivano la maggioranza della popolazione. Minoranze significative erano costituite da russi e taranchi. Il totale della popolazione di lingua turca era 878.209 (88,9%).

### Gruppi etnici nel 1897[3]
| TOTALE   | 987.863 | 100%  |
| -------- | ------- | ----- |
| Kirghisi | 794.815 | 80,5% |
| Russi    | 76.839  | 7,8%  |
| Taranchi | 55.999  | 6,2%  |
| Sart     | 14.895  | 1,5%  |
| Cinesi   | 14.130  | 1,4%  |